# Filip Dimitrow

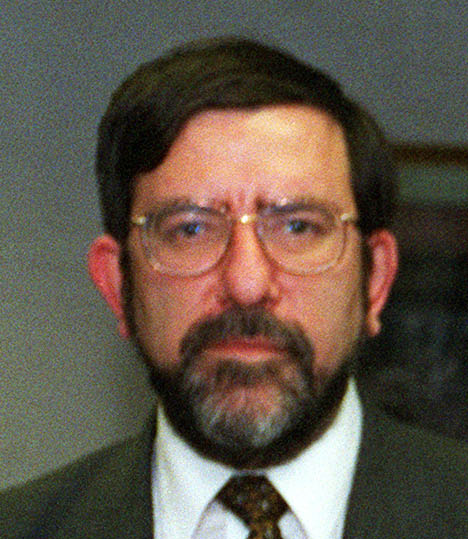
Filip Dimitrow (2001)

Filip Dimitrow Dimitrow (auch Filip Dimitrov Dimitrov geschrieben, bulgarisch Филип Димитров Димитров) (* 31. März 1955 in Sofia) ist ein bulgarischer Schriftsteller, Diplomat, Politiker und ehemaliger Ministerpräsident sowie Richter am Verfassungsgericht.

## Studium und berufliche Laufbahn
Nach der Schulausbildung am Englischen Gymnasium von Sofia absolvierte er ab 1973 ein Studium der Rechtswissenschaften an der Kliment-von-Ohrid-Universität Sofia, das er 1977 mit der Graduierung abschloss. Anschließend absolvierte er Postgraduiertenstudien in individueller und Gruppenpsychotherapie.
Von 1979 bis 1990 war er als Rechtsanwalt in Sofia tätig sowie als solcher von 1989 bis 1990 Sekretär des Rechtsanwaltsverbandes.

## Politische Laufbahn

### Parteivorsitzender der SDS und Ministerpräsident
Dimitrow begann seine politische Laufbahn 1990 nach dem Zusammenbruch der kommunistischen Regierung von Todor Schiwkow als Mitglied der 1990 neu gegründeten antikommunistischen Union der Demokratischen Kräfte (SDS). Von August bis Dezember 1990 war er Stellvertretender Vorsitzender und von Dezember 1990 bis Dezember 1994 Vorsitzender des Nationalen Koordinationsrates der SDS und damit Vorsitzender der SDS. 
Am 13. Oktober 1991 erzielten bis dahin oppositionelle Parteien erstmals eine Mehrheit bei der Parlamentswahl. 
Am 4. November 1991 wurde er von Präsident Schelju Schelew als Nachfolger von Dimitar Popow zum Ministerpräsidenten ernannt. Dieses Amt übte er bis zum 30. Dezember 1992 aus, als er zurücktrat, weil ihm die Bewegung für Rechte und Freiheiten die Unterstützung entzogen hatte. Er stellte im Parlament die Vertrauensfrage und verlor die Abstimmung. 
Am 15. Januar 1992 wurde seitens der Regierung Dimitrow die ehemalige jugoslawische Republik Mazedonien, heute Nordmazedonien unter den damaligen verfassungsgebenden Namen Republik Mazedonien anerkannt. Während seiner Amtszeit wurde im Juli 1992 der frühere Ministerpräsident Andrei Lukanow wegen des Verdachts der illegalen Bereicherung festgenommen.
Als Vorsitzender der SDS vertrat er einen harten antikommunistischen Kurs, der jede Zusammenarbeit mit der Bulgarischen Sozialistischen Partei, der Nachfolgerin der Bulgarischen Kommunistischen Partei ablehnte. Seine Versuche, die Nachfolgeregierung von Ljuben Berow, die von der BSP und der DPS unterstützt wurde, zu stürzen, misslangen.
Nach der schweren Niederlage der SDS bei der Parlamentswahl am 18. Dezember 1994 musste er sein Amt als Parteivorsitzender an Iwan Kostow abgeben.
Im Februar 1997 wurde er Mitglied des Exekutivrates der SDS für die Beziehung zur Nicht-Regierungsorganisationen. Nach seiner Rückkehr aus den USA wurde er im März 2002 Mitglied des Nationalrates der SDS.

### Abgeordneter, Diplomat, Stellvertretender Parlamentspräsident, Richter am Verfassungsgericht
In der Folgezeit wurde er von 1992 bis 1997 auch zum Abgeordneten der Nationalversammlung gewählt, wo er die Interessen der SDS des Wahlkreises Sofia vertrat. Als Abgeordneter war er Mitglied des Ausschusses für Auswärtige Politik und Europäische Integration sowie auch Mitglied der Parlamentarischen Delegation für Beziehungen zum Europäischen Parlament.
Im Mai 1997 schied er aus der Nationalversammlung aus und wurde stattdessen Ständiger Vertreter bei den Vereinten Nationen (UN). Im Anschluss daran wurde er im Juli 1998 Botschafter in den USA. Als solcher war er bis Januar 2002 in Washington akkreditiert.
Am 25. Juni 2005 wurde er zum Abgeordneten der 40. Nationalversammlung gewählt, wo er erneut Abgeordneter der SDS für den Wahlkreis Sofia ist. 2005 wurde er zum Vizepräsidenten der Nationalversammlung gewählt.
Vom 1. Januar 2007 bis zum 5. Juni 2007 war er nach dem Beitritt Bulgariens zur Europäischen Union einer der Interimsabgeordneten Bulgariens im Europäischen Parlament. Während dieser Zeit war er Stellvertretender Vorsitzender des Ausschusses für Konstitutionelle Fragen.
Am 15. September 2010 gab Catherine Ashton bekannt, dass Filip Dimitrow EU-Botschafter in Georgien wird.
Am 15. September 2015 wurde er als Richter am Verfassungsgericht der Republik Bulgarien aus der Quote des Präsidenten Rossen Plewneliew nominiert.

## Werke
Neben seinen beruflichen und politischen Tätigkeiten ist Dimitrow auch als Schriftsteller tätig. Als solcher veröffentlichte er:
- „For They Lived, Oh Lord“, (Novelle) 1991
- „The True Story of the Round Table Knights“, 1997
- „The Myths of Bulgarian Transition“, 2002
- „Light of Men“, 2003
- „The New Democracies and the Transatlantic Link“, 2003